# هک اند اسلش
هک اند اسلش (به انگلیسی: Hack and slash) یکی از سبک‌های بازی ویدئویی رزمی است. این سبک مبتنی بر دقت بالا در مبارزه دست به دست و سلاح برابر اسلحه طرف مقابل است.

## ریشه
این سبک ریشه در بازی قلم‌کاغذی دارد.

## مثال های معروف
- خدای جنگ
- شیطان هم می‌گرید (مجموعه بازی)
- پروتوتایپ (بازی)
- متال گیر طلوع: انتقام دوباره
- نیئا: اتوماتا